# Los Pozuelos de Calatrava
Los Pozuelos de Calatrava ist ein zentralspanischer Ort und eine Gemeinde (municipio) mit 345 Einwohnern (Stand: 2024) im Zentrum der Provinz Ciudad Real in der autonomen Region Kastilien-La Mancha.

## Lage und Klima
Los Pozuelos de Calatrava liegt in der weitgehend ebenen und wasserarmen Landschaft von La Mancha knapp 18 Kilometer (Fahrtstrecke) westsüdwestlich der Provinzhauptstadt Ciudad Real in einer Höhe von ca. 580 m. Der Guadiana fließt durch die Gemeinde. Der Flugplatz Pozuelos De Calatrava Aerodromo befindet sich etwas nordwestlich der eigentlichen Ortschaft. 
Das Klima ist gemäßigt bis heiß; der Regen (480 mm/Jahr) fällt – mit Ausnahme der zumeist eher trockenen Sommermonate – verteilt übers Jahr.

## Bevölkerungsentwicklung
| Jahr      | 1970 | 1981 | 1991 | 2001 | 2011 | 2021 |
| Einwohner | 918  | 757  | 646  | 522  | 447  | 353  |

Wegen der Mechanisierung der Landwirtschaft, der Aufgabe bäuerlicher Kleinbetriebe („Höfesterben“) und dem daraus resultierenden Verlust von Arbeitsplätzen ist die Einwohnerzahl der Gemeinde in der zweiten Hälfte des 20. Jahrhunderts gesunken.

## Sehenswürdigkeiten
- Marienkirche (Iglesia de Nuestra Señora la Virgen de la Visitación)

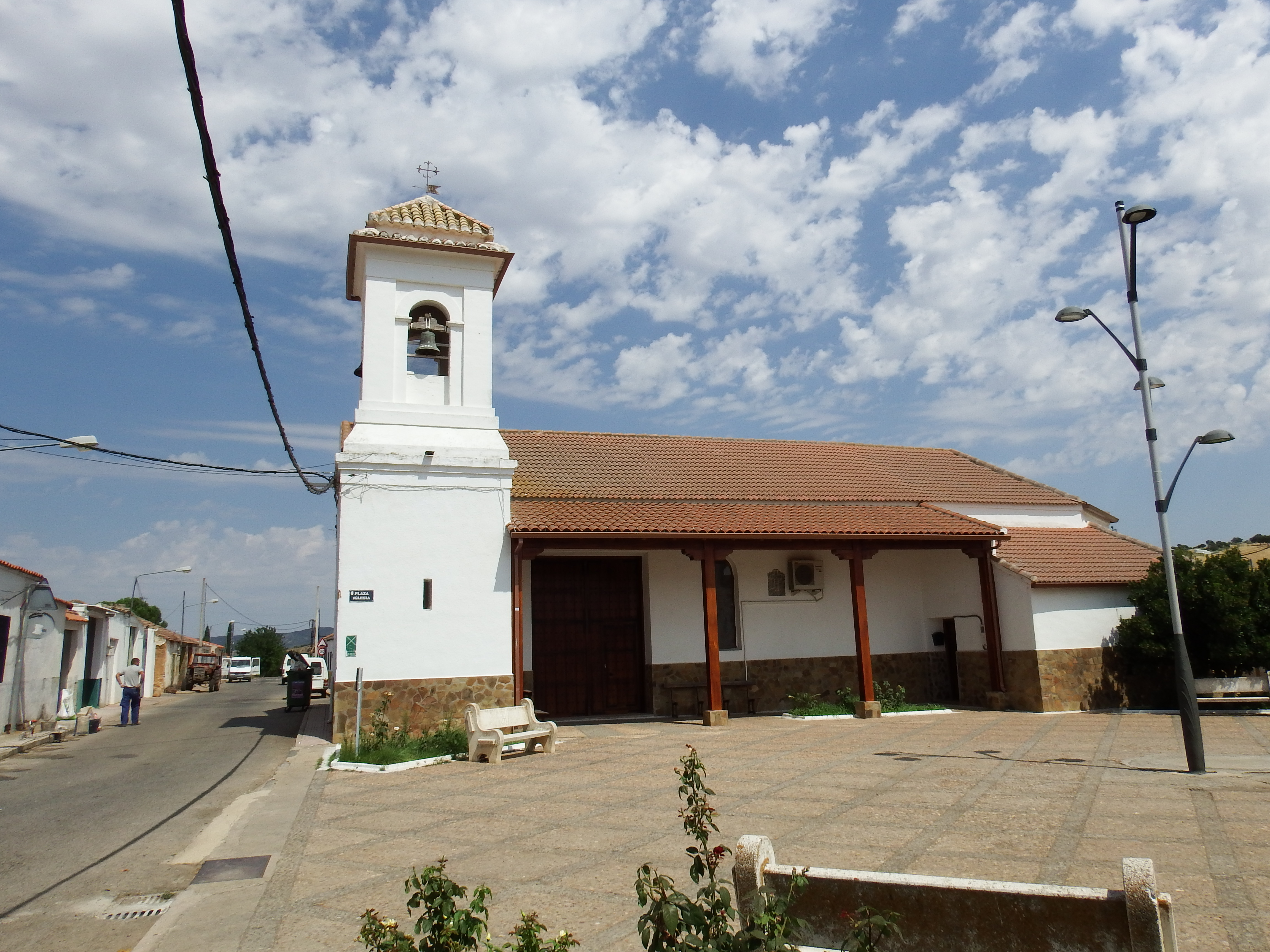
Marienkirche
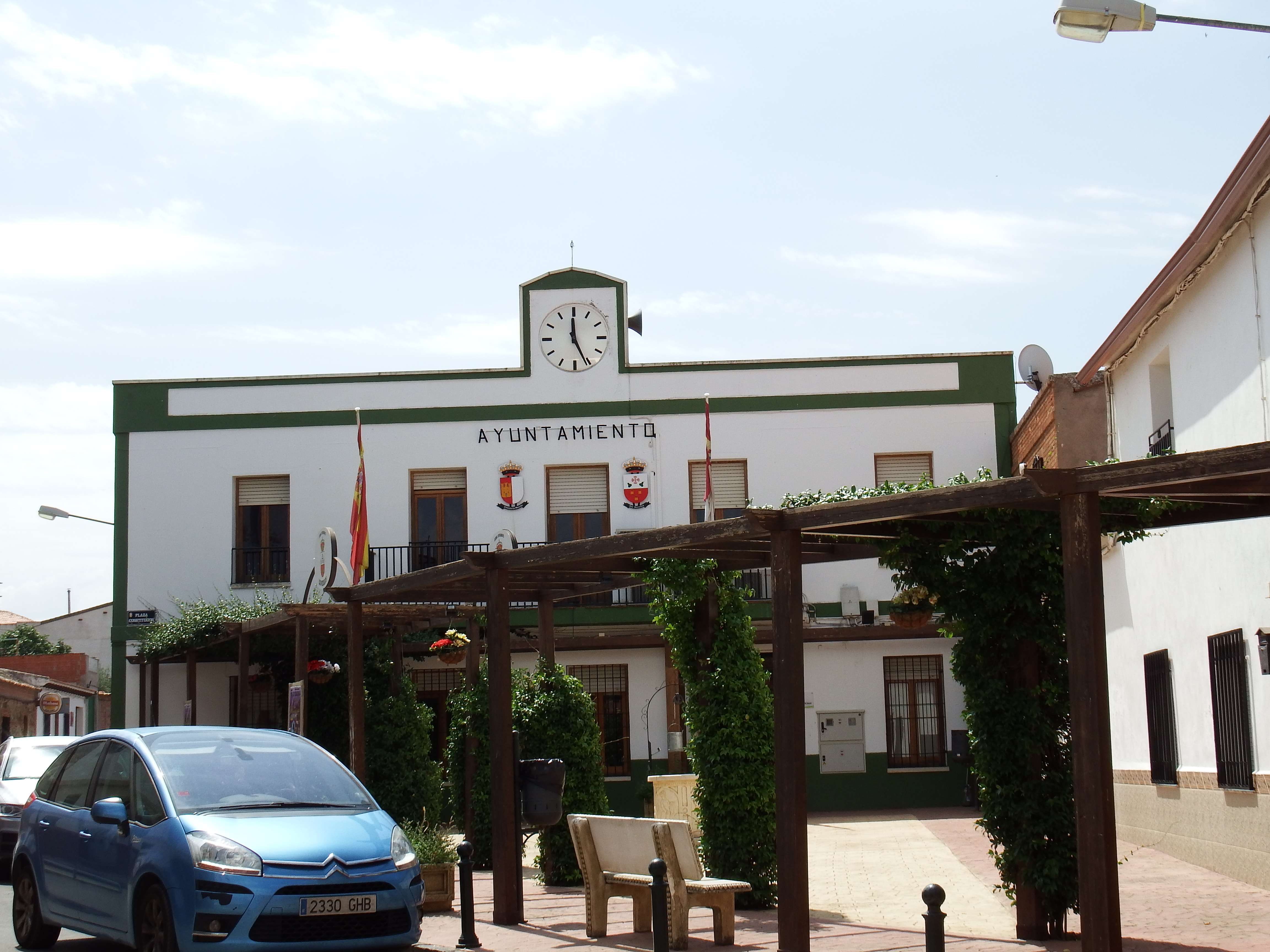
Rathaus